# Památková rezervace (Slovensko)

Porovnání památkové zóny (oranžová) a památkové rezervace (červená) v Bratislavě

Podle § 16 odst. 1 památkového zákona Slovenska je památkovou rezervací území s ucelenou historickou strukturou osídlení a velkou koncentrací nemovitých kulturních památek nebo území se skupinami významných archeologických nálezů a archeologických lokalit, které lze topograficky vymezit.